# Movemail
movemail es un software parte del Proyecto GNU que es capaz de mover correo de la bandeja de entrada de un usuario Unix a otro archivo. Forma parte de GNU Mailutils.
Una situación comprometedora de movemail fue el soporte de la vulnerabilidad descrita en The Cuckoo's Egg por la que Markus Hess irrumpió dentro del sistema del Lawrence Berkeley National Laboratory en 1986. La falla de movemail, que desde entonces ha sido reparada, consiste en que el programa fue revisado en 1986 para permitir el acceso de superusuario dentro del computador anfitrión para mover el correo POP. La vulnerabilidad ha sido considerada como una de las fallas de seguridad más vergonzosas de la familia Unix.